# Eline Berings
Eline Berings (ur. 28 maja 1986) – belgijska lekkoatletka specjalizująca się w biegach przez płotki.
Uczestniczka mistrzostw świata oraz czempionatu Starego Kontynentu. Złota medalistka halowych mistrzostw Europy. Wiele razy w karierze stawała na podium mistrzostw Belgii, jest rekordzistką swojego kraju w biegach płotkarskich. Uczestniczka zawodów pucharu Europy oraz drużynowego czempionatu Europy. Okazjonalnie startuje w biegach rozstawnych.

## Kariera
Na arenie międzynarodowej zadebiutowała w 2003 roku kiedy to uplasowała się na siódmym miejscu mistrzostw świata juniorów młodszych. Rok później dotarła do półfinału mistrzostw świata juniorów, a w 2005 została w Kownie mistrzynią Europy juniorek. Na półfinale zakończyła udział w uniwersjadzie (2005), a na mistrzostwach Europy w 2006 odpadła już w eliminacjach. W swoim debiucie w halowych mistrzostwach Starego Kontynentu (2007) była ósma w biegu na 60 metrów przez płotki. Tuż za podium – na czwartym miejscu, przegrywając m.in. z Jessica Ennis – uplasowała się podczas młodzieżowych mistrzostw Europy. Pod koniec sezonu 2007 roku zajęła szóste miejsca na uniwersjadzie, a podczas mistrzostw świata w Osace odpadła w eliminacjach ustanawiając jednocześnie – wynikiem 12,97 – rekord Belgii. Startowała w halowym czempionacie globu w 2008, podczas którego dotarła do półfinału. Pierwszy znaczący sukces w gronie seniorów odniosła na początku sezonu 2009 kiedy to została halową mistrzynią Europy w biegu na 60 metrów przez płotki. Latem tego samego roku odpadła w półfinale mistrzostw świata. W 2010 na półfinale skończyła udział w halowych mistrzostwach świata oraz na eliminacjach w czempionacie Starego Kontynentu. Z powodu kontuzji nie wzięła udziału w halowych mistrzostwach Europy 2011 w Paryżu, gdzie miała bronić złotego medalu wywalczonego w 2009, opuściła także letnią część sezonu 2011. Finalistka halowych mistrzostw świata z 2012.

## Osiągnięcia

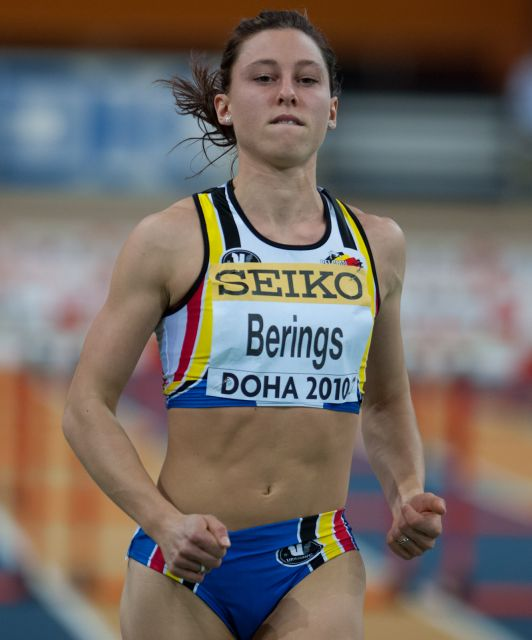
Płotkarka podczas halowych mistrzostw świata w Dosze (2010)

| Rok  | Impreza                               | Miejsce    | Konkurencja                | Lokata      | Wynik |
| ---- | ------------------------------------- | ---------- | -------------------------- | ----------- | ----- |
| 2003 | Mistrzostwa świata juniorów młodszych | Sherbrooke | bieg na 100 m przez płotki | 7. miejsce  | 13,34 |
| 2004 | Mistrzostwa świata juniorów           | Grosseto   | bieg na 100 m przez płotki | półfinał    | 13,92 |
| 2005 | Mistrzostwa Europy juniorów           | Kowno      | bieg na 100 m przez płotki | 1. miejsce  | 13,41 |
| 2005 | Uniwersjada                           | Izmir      | bieg na 100 m przez płotki | półfinał    | 13,70 |
| 2006 | I liga pucharu Europy                 | Praga      | bieg na 100 m przez płotki | 3. miejsce  | 13,34 |
| 2006 | Mistrzostwa Europy                    | Göteborg   | bieg na 100 m przez płotki | eliminacje  | 13,42 |
| 2007 | Halowe mistrzostwa Europy             | Birmingham | bieg na 60 m przez płotki  | 8. miejsce  | 8,56  |
| 2007 | Młodzieżowe mistrzostwa Europy        | Debreczyn  | bieg na 100 m przez płotki | 4. miejsce  | 13,12 |
| 2007 | Uniwersjada                           | Bangkok    | bieg na 100 m przez płotki | 6. miejsce  | 13,17 |
| 2007 | Mistrzostwa świata                    | Osaka      | bieg na 100 m przez płotki | eliminacje  | 12,97 |
| 2008 | Halowe mistrzostwa świata             | Walencja   | bieg na 60 m przez płotki  | półfinał    | 8,10  |
| 2008 | I liga pucharu Europy                 | Leiria     | bieg na 100 m przez płotki | 4. miejsce  | 13,30 |
| 2009 | Halowe mistrzostwa Europy             | Turyn      | bieg na 60 m przez płotki  | 1. miejsce  | 7,92  |
| 2009 | I liga drużynowych mistrzostw Europy  | Bergen     | bieg na 100 m przez płotki | 12. miejsce | 17,68 |
| 2009 | Mistrzostwa świata                    | Berlin     | bieg na 100 m przez płotki | półfinał    | 12,94 |
| 2010 | Halowe mistrzostwa świata             | Doha       | bieg na 60 m przez płotki  | półfinał    | 8,05  |
| 2010 | I liga drużynowych mistrzostw Europy  | Budapeszt  | bieg na 100 m przez płotki | 3. miejsce  | 12,84 |
| 2010 | Mistrzostwa Europy                    | Barcelona  | bieg na 100 m przez płotki | eliminacje  | 13,27 |
| 2012 | Halowe mistrzostwa świata             | Stambuł    | bieg na 60 m przez płotki  | 5. miejsce  | 8,08  |
| 2012 | Mistrzostwa Europy                    | Helsinki   | bieg na 100 m przez płotki | półfinał    | 13,17 |
| 2012 | Igrzyska olimpijskie                  | Londyn     | bieg na 100 m przez płotki | półfinał    | 13,26 |
| 2013 | Halowe mistrzostwa Europy             | Göteborg   | bieg na 60 m przez płotki  | 6. miejsce  | 8,08  |
| 2014 | Halowe mistrzostwa świata             | Sopot      | bieg na 60 m przez płotki  | półfinał    | 8,07  |
| 2014 | Mistrzostwa Europy                    | Zurych     | bieg na 100 m przez płotki | 8. miejsce  | 13,24 |
| 2015 | Halowe mistrzostwa Europy             | Praga      | bieg na 60 m przez płotki  | półfinał    | 8,02  |
| 2017 | Mistrzostwa świata                    | Londyn     | bieg na 100 m przez płotki | eliminacje  | 13,35 |
| 2018 | Halowe mistrzostwa świata             | Birmingham | bieg na 60 m przez płotki  | półfinał    | 8,14  |

## Rekordy życiowe
- bieg na 60 metrów przez płotki – 7,92 (6 marca 2009, Turyn) rekord Belgii
- bieg na 100 metrów przez płotki – 12,72 (18 lipca 2018, Liège)